# LARES (műhold)
A LARES (LAser RElativity Satellite) egy olasz műhold mozaikszavas elnevezése. A LARES-A&H/SS (Laser Relativity Satellite – Avionic & Harness / Support System) a pályára állítás lényeges eleme.

## Jellemzői
Az olasz LARES (LAser RElativity Satellite) műholdat 2012. február 13-án (közép-európai idő szerint tizenegy órakor) lőtték fel a ESA új Vega hordozórakétájának első küldetésén, a Francia Guyana-i Kourou melletti űrközpontból. „A LARES wolframötvözetből készített, 36,4 centiméter átmérőjű gömb alakú test, egyetlen felszerelése az a felszínén elhelyezett 92 lézertükör, amelyek mindig a beérkezés irányába verik vissza a rájuk eső lézerimpulzusokat. Ily módon a műhold kitűnő célpontként szolgál a földi műholdas lézertávmérő hálózatok állomásai számára.” A küldetés sikeres, ha nem egészen egy évig tartózkodik az űrben.
| Megnevezés                   | Paraméter                     |
| ---------------------------- | ----------------------------- |
| Szponzorok:                  | ASI/ESA                       |
| Várható élettartam:          | több tíz év                   |
| Elsődleges cél:              | relativitáselmélet vizsgálata |
| COSPAR ID:                   | 1200601                       |
| SIC Code:                    | 5987                          |
| NORAD SSC Code:              | 38077                         |
| Fellövés dátuma:             | 2012. február 13.             |
| A műhold sugara:             | 182 mm                        |
| RRA Shape:                   | légüres tér, világűr          |
| Visszaverő felületek:        | 92 szögletes kocka            |
| Visszaverő felületek mérete: | 38,10 mm átmérő               |
| Pálya:                       | körkörös                      |
| Inklináció:                  | 69,5 fok                      |
| Magasság:                    | 1450 km                       |
| Excentricitás:               | 0                             |
| Tömeg:                       | 386,8 kg                      |

## Cél
A LARES célja:lézertükrös mérés tesztelése. „Legfőbb tudományos feladata az általános relativitáselmélet egyik jelensége, az úgynevezett Lense-Thirring féle effektus kimutatása az eddigieknél mintegy tízszer nagyobb pontossággal. Ez a téridő torzulása egy forgó, nagy tömegű test, jelen esetben bolygónk közelében.”

## Hordozott műholdak

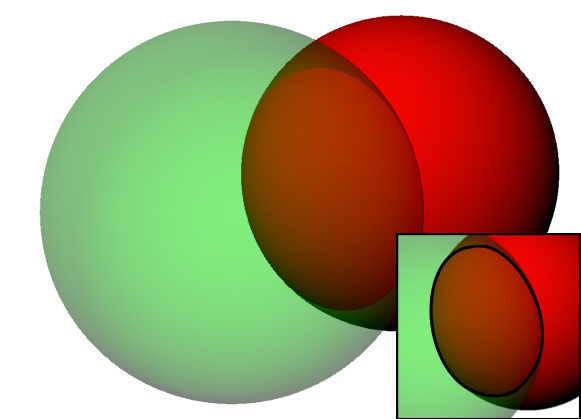
Szféra (űr) szemléltetése

A LARES hordozta pályára állításkor az alant említett ALMASAT (mikro)műholdat és hét piko- ill. :nanoszatelitet:
Olaszország #ALMASat-1(Alma Mater Satellite) 2012;Bolognai Egyetem (mikro), cél: ilyen típusú rendszerek tesztelése
1. Olaszország #e-st@r 2012;Torinói Műegyetem, cél háromtengelyű helyzetmeghatározás és szabályozás
2. Olaszország #UniCubeSat GG 2012, cél gravitációs vizsgálat
3. Magyarország Masat–1 (2012); (piko), oktatási cél
4. Románia Goliat (2012); (nano), földi felvételek készítése, sugárzási szintek mérése, mikrometeorit mérés
5. Lengyelország PW-Sat 2012; Varsói Műszaki Egyetem, cél űrszenny eltávolítás tesztelése,
6. Spanyolország #Xatcobeo 2012;Vigói Egyetem, cél szoftveralapú áthangolható rádió és napelem nyitás kipróbálása
7. Franciaország #ROBUSTA 2012; Montpelliére Egyetem, cél tranzisztoron mérni az alacsony dózisú űrbéli sugárzást

## ALMASat-1
Az ALMASat-1 (Alma Mater Satellite) 12,5 kilogrammos mikroszatellit, a Bolognai Egyetem műholdja, amely azt teszteli, hogy ilyen rendszer miként működhet a későbbi, a Föld megfigyelésére szolgáló küldetésekben.
A műholdat 350 km magasságú elliptikus pályára állítják ahhoz, hogy a műhold keringési pályája 25 évig fennmaradjon, majd visszatérjen a légkörbe.

## E-st@r
Az e-st@r a Torinói Műegyetem műholdja, amely aktív háromtengelyű helyzetmeghatározást és szabályozást demonstrál, a szintén olasz UniCubeSat GG pedig gravitációs vizsgálatokat végez.
Projektvezető professzorok: 	Sergio Chiesa, Sabrina Corpino, Nicole Viola
Csapat: 	Fabrizio Stesina, Guido Ridolfi, Alessandro Rougier, Valerio De Iacovo, Gerard ObiolsRabasa, Fabio Nichele, Gilbert Fanchini, Davide Falsetti, Federica Pellegrini, Lorenzo Feruglio, Alessio Piumatti, Alberto Bruno, Davide Gagliostro, Roberto Secchi, Matteo Cesaretti, Alessandro Mannarelli, among others

## UniCubeSat GG
A műholdat az olaszországi School of Aerospace Engineering és a Római Sapienza University hallgatói és munkatársai építették. A CubeSat szabvány szerint készült. Az UniCubeSat GG a gravitáció hatását vizsgálja.
Projektvezető professzorok: 	Filippo Graziani, Paolo Teofilatto, Augusto Nascett
Csapat:	Chantal Cappelletti, Simone Battistini, Luigi Ridolfi, Chiara Massimiani, Giuseppe Martinotti, Stefano Scutti, Riccardo Di Roberto, Daniel Pancorbo-D'Ammando, Marco Truglio, Roberto Cica

## Xatcobeo
A Xatcobeo műholdat a spanyolországi Vigoi Egyetem építette Fernando Aguadó-Agelet professzor vezetésével. A projektben 10 professzor és 80 egyetemi hallgató vett részt. Szoftver alapú áthangolható rádiót (software defined reconfigurable radio) és napelem-nyitást próbálnak ki vele.

## ROBUSTA
A műholdat a francia Montpellier-i Egyetem hallgatói építették, s az űrbéli alacsony dózisú sugárzást vizsgálja tranzisztorokon.
Projektvezető professzorok: Laurent Dusseau, Sylvie Jarrix, Jérome Boch, Jean Roch Vaillé, Gerard Gervois, Thierry Fiol, Fred Giamarchi, Julien Christine, Bernard Clotilde, Valérie Ponsa, Julien Averseng, Jean François Dubé , Jean Marc Gallière
Csapat: 	Muriel Bernard, Amable Blain, Cyril Bonneau, Nabil Boureghda, Christelle Deneau, Stéphanie Dhombres, Adrien Doridan, Lucas, Pradier, Gauthier Gibert, Stéphanie Perez, Thomas Balard, Fabien Roig, Victor Gasia, és még sokan mások.

## Külső hivatkozások
- LARES
- International Laser Ranging Service menü Satellite missions
- LARES (LAser RElativity Satellite)[halott link]
- La stazione laser di Matera vede LARES
- Prepping satellite to test Albert Einstein szöveg és képek